# Брукфілд (Нью-Йорк)
Брукфілд (англ. Brookfield) — місто (англ. town) в США, в окрузі Медісон штату Нью-Йорк. Населення — 2247 осіб (2020).

## Демографія
Згідно з переписом 2010 року, у місті мешкало 2545 осіб у 973 домогосподарствах у складі 686 родин. Було 1160 помешкань
Расовий склад населення:
| - 97,5 % — білих - 0,5 % — корінних американців - 0,5 % — азіатів - 0,2 % — чорних або афроамериканців |

До двох чи більше рас належало 1,0 %. Частка іспаномовних становила 0,9 % від усіх жителів.
За віковим діапазоном населення розподілялося таким чином: 25,7 % — особи молодші 18 років, 61,6 % — особи у віці 18—64 років, 12,7 % — особи у віці 65 років та старші. Медіана віку мешканця становила 39,9 року. На 100 осіб жіночої статі у місті припадало 97,0 чоловіків;  на 100 жінок у віці від 18 років та старших — 101,3 чоловіків також старших 18 років.
Середній дохід на одне домашнє господарство  становив 60 874 долари США (медіана — 43 750), а середній дохід на одну сім'ю — 71 367 доларів (медіана — 60 795). Медіана доходів становила 43 056 доларів для чоловіків та 32 316 доларів для жінок. За межею бідності перебувало 13,6 % осіб, у тому числі 23,2 % дітей у віці до 18 років та 7,6 % осіб у віці 65 років та старших.
Цивільне працевлаштоване населення становило 1031 особа. Основні галузі зайнятості: освіта, охорона здоров'я та соціальна допомога — 24,9 %, фінанси, страхування та нерухомість — 13,5 %, будівництво — 12,0 %.